# Bonaventure Maruti
Bonaventure Maruti (Nairobi, 10 aprile 1976) è un ex calciatore keniota, attaccante.

## Carriera

### Club
Maruti ha iniziato la carriera con la maglia dei AFC Leopards, squadra keniota. Nel 1997, si è trasferito negli Stati Uniti, ai Michigan Bucks, squadra per cui ha giocato fino al 2000. Nel 2001, infatti, si è trasferito in Svezia, per giocare con la maglia dell'Örebro.
Ha esordito nella Allsvenskan il 16 aprile 2001, nella sfida in casa dell'AIK, conclusasi zero a zero, quando Maruti è entrato in campo al posto di Niklas Skoog. Il 29 aprile dello stesso anno, ha debuttato da titolare nell'incontro con il Djurgården, terminata due a due: è stato però sostituito prima della fine del match da Per Andersson. L'11 giugno ha realizzato la prima rete per l'Örebro, nella vittoriosa trasferta per cinque a uno contro il Norrköping. In totale, ha disputato trentaquattro incontri, con dieci reti, nella massima divisione svedese.
Nel 2005, però, ha abbandonato la Svezia per passare nella confinante Norvegia, per giocare nelle file del Bryne Fotballklubb, militante nell'Adeccoligaen: ha disputato la prima con il nuovo club il 1º maggio, nella vittoriosa sfida contro lo Strømsgodset, sostituendo a partita in corso Johnny-Mikael Gallefoss. Ha collezionato altre tredici apparizioni con la maglia del Bryne, prima di trasferirsi al Follo. Ha esordito così al primo turno dell'Adeccoligaen 2006, quando il Follo è stato sconfitto in trasferta contro l'Haugesund. La prima marcatura è arrivata alla giornata successiva, nel successo per cinque a uno della sua squadra sul Manglerud Star. Ha fatto parte del Follo che è arrivato fino alla finale di Coppa di Norvegia 2010 contro lo Strømsgodset, persa poi per due a zero.
Nel 2011 è passato al Fram Larvik. Nel 2014, si trasferì al Vollen.

### Nazionale
Maruti ha disputato quattordici incontri con la maglia del Kenya. L'unico incontro riconosciuto dalla FIFA, però, è quello valido per le qualificazioni al campionato del mondo 2006 contro la Tunisia, culminato con una sconfitta per due a zero.